# Yannick Dauby
Pour les articles homonymes, voir Dauby.
Yannick Dauby est un musicien français né le 28 mai 1974. Ses activités tournent principalement autour de la musique concrète, l'improvisation électroacoustique, la phonographie, l'installation sonore in-situ, le documentaire audio.
Il s'intéresse aux relations entre les mondes sonores animaux et ceux des humains.